# Marie-Justine-Benoîte Favart
Marie-Justine-Benoîte Duronceray, llamada por su matrimonio Madame Favart (Aviñón, 14 de junio de 1727 - París, 21 de abril de 1772) fue una actriz, bailarina, cantante y escritora francesa, esposa del dramaturgo Charles-Simon Favart.

## Biografía
Hija de André René Duronceray y de su esposa, Perrette Claudine Bied, ambos músicos del rey de Polonia Estanislao I Leszczynski, Justine Duronceray recibió una educación bajo la protección de este príncipe, aprendiendo danza, música y literatura. 
En 1744, debutó en la foire Saint-Laurent de París con el nombre de Mademoiselle Chantilly, primera bailarina del rey de Polonia, con el papel de Laurence en una pieza titulada Les Fêtes publiques, con ocasión del primer matrimonio del delfín, con la que tuvo un gran éxito.
Es aquí donde la encuentra Charles-Simon Favart, entonces director de la Opéra-Comique. Este teatro había sido suprimido en junio de 1745 pues su éxito inquietaba a la Comédie-Française. Para cumplir contratos anteriores, Favart obtuvo licencia para representar un espectáculo de pantomima en la foire Saint-Laurent. La Srta. Chantilly y la Srta. Gobé bailaron en esta ocasión la pantomima en un acto titulada Les Vendanges de Tempé, con éxito.
Favart y la Srta. Chantilly se casaron el 12 de diciembre de 1745. Favart se encargó, de 1746 a 1748, de constituir una nueva troupe en el Teatro de La Moneda de Bruselas. Allí triunfó su mujer, bailando las óperas cómicas compuestas por su marido, en particular Les Nymphes de Diane (1747), Cythère assiégée y Acajou (1748).
La pareja fue contratada por el mariscal Maurice de Saxe (1696-1750) para dirigir la troupe ambulante de comediantes que utilizaba para elevar la moral de las tropas. Madame Favart se convirtió en la amante del mariscal, luego intentó huir de sus atenciones, lo que le valió una orden de detención para los esposos. 
Al regreso a París, ella abandona la danza y debutó como actriz en la Comedia italiana el 5 de agosto de 1749. Su carrera teatral fue una serie de éxitos, no solamente con las obras escritas por su marido, sino con todo el repertorio de ópera cómica de la época.
Enfermó en junio de 1771 y expiró el 21 de abril de 1772.

## Obra
Se le debe el comienzo del cambio en este teatro a interpretaciones de carácter lírico adaptadas de los modelos italianos, que se desarrollaron más tarde para producir la genuina ópera cómica francesa. Fue la primera en adaptar el vestuario al personaje que interpretaba. Así, interpretaba a una campesina con los brazos desnudos, zapatos de madera y vestidos de lino, y no, como hasta entonces, en ropa de corte con enormes aros, diamantes y largos guantes blancos. Junto a su marido y otros autores, colaboró en toda una serie de exitosas piezas, y una de ellas, La Fille -mal gardée la produjo ella sola.
Es la autora, con Harny de Guerville, de la parodia Les Amours de Bastien et Bastienne (1753), obra en la que se basa el libreto de la ópera de Mozart Bastien und Bastienne (1768).